# آرپی‌جی-۳۰
آر پی جی-۳۰ نوعی آرپی‌جی ساخت روسیه است که در سال ۲۰۰۸ توسط کمپانی بازالت رونمایی و از سال ۲۰۱۳ وارد خدمت نظامی شد. این سلاح برای مقابله با سیستم‌های حفاظت فعال و زره‌های واکنشی تانک‌های مدرن طراحی شده‌است. این آرپی‌جی لوله یکبار مصرف و راکت دومرحله‌ای دارد و شباهت زیادی به آرپی‌جی-۲۷ دارد با این تفاوت که بزرگتر است و کالیبر آن ۱۰۵ میلی‌متر است.
این سلاح ۲۰۰ متر برد مؤثر دارد و بعد از عبور از زره واکنشی قادر است تا ۶۰ سانتیمتر زره فولاد ورقه‌ای را بشکافد و همچنین قابلیت عبور از ۱۵۰ سانتیمتر دیوار بتونی، ۲۰۰ سانتیمتر دیوار آجری و ۳۷۰ سانتیمتر دیوار خاکی را دارد.

## عملکرد
طراحی این موشک بسیار ساده است. ابتدا یک راکت کوچک از لانچر جانبی پرتاب شده و با برخورد با زره‌های واکنشی این زره را از بین برده و پس از مدت کوتاهی راکت ۱۰۵ میلیمتری اصلی به بدنه تانک برخورد کرده و آن را منهدم می‌کند این راکت انداز در حال حاضر فقط در اختیار دو کشور است؛ روسیه که تولیدکننده آن می‌باشد و کشور اردن که روسیه به صورت سفارشی جهت ارتش این کشور تولید کرده است. 
در سال ۲۰۱۲ شرکت صنایع دفاعی اسرائیلی رافائل اعلام کرد که سیستم حفاظت فعال تروفی را برای مقابله با آرپی‌جی-۳۰ طراحی کرده‌است. این سیستم با یک رادار ۳۶۰ درجه، موشک مهاجم را شناسایی کرده و با شلیک ۱۷ گلوله در جهات مختلف آن را از بین می‌برد.